# Anders Hederstierna
Anders Hederstierna, född 1953, är en svensk ekonomie doktor (HHS), docent. I februari år 2013 blev han rektor för Blekinge tekniska högskola. I juli 2017 avgick han i protest mot regeringens neddragningar på högskolan.